# زابک
زابُک (به کرواتی: Zabok) شهری در کراپینا-زاگریه کشور کرواسی است که جمعیت آن در سال ۲۰۱۱ میلادی ۸٬۹۰۲ نفر بوده‌است.